# Simpsonodon
Simpsonodon — вимерлий рід Docodontan mammaliaform, відомий із середньої юри Англії, Киргизстану та Росії. Типовий вид S. oxfordensis був описаний з Кіртлінгтонського ложа ссавців і скелі Уоттон у формації Форест Мармур в Англії. Він був названий на честь Джорджа Гейлорда Сімпсона, новаторського мамолога та автора Сучасного еволюційного синтезу. Другий вид S. sibiricus відомий з Ітатської формації в Росії, а невизначені види цього роду також відомі з Балабансайської формації в Киргизстані.